# Химический патент
Химический или фармацевтический патент — патент на изобретение в химической или фармацевтической индустрии. Строго говоря, в большинстве юрисдикций практически не существует отличий в процедуре получения химического или какого-либо иного патента. Химический патент не является особым типом патента.
В фармацевтической индустрии патентной защите лекарственных средств уделяется особое внимание, так как они могут быть легко скопированы или имитированы (путём анализа фармацевтической субстанции), а также из-за значительных затрат на НИОКР и высоких рисков, связанных с разработкой нового препарата.

## Структуры Ма́ркуша

Пример структуры Маркуша

Химические патенты отличаются от прочих тем, что в них могут использоваться структуры Маркуша, названные в честь изобретателя Юджина Маркуша, который в 1925 году выиграл дело по поводу использования таких структур в патентных заявках.

Структуры Маркуша представляют собой формулу, в которой включены один или несколько заместителей. Структура Маркуша не указывает ни на какое конкретное соединение, ей может соответствовать большое количество соединений, вплоть до бесконечности.